# Élections municipales de 1993 à Québec
Les élections municipales de 1993 à Québec se sont déroulées le 7 novembre 1993.

## Résultats

### Mairie
| CANDIDAT           | PARTI                    | VOTES  | SUFFRAGES | SIÈGES AU CONSEIL MUNICIPAL |
| ------------------ | ------------------------ | ------ | --------- | --------------------------- |
| Jean-Paul L'Allier | RASSEMBLEMENT POPULAIRE  | 37 843 | 66 / 100  | 16 / 20                     |
| François Marchand  | Progrès civique (Québec) | 18 827 | 33 / 100  | 3 / 20                      |
| -                  | Indépendant              |        |           | 1 / 20                      |